# Il naufragio del Titan
Il naufragio del Titan (nell'originale in inglese della prima edizione Futility, rinominato Futility, or The Wreck of the Titan nel 1912) è una novella del 1898 di Morgan Robertson. Il racconto, che narra le vicende del marinaio di un grande transatlantico che si scontra con un iceberg e si inabissa nell'oceano Atlantico, sembra profetizzare il naufragio del transatlantico Titanic del 1912.

## Trama
John Rowland è un ex ufficiale della Marina degli Stati Uniti d'America, alcolizzato e caduto in disgrazia, che lavora come marinaio sul gigantesco piroscafo transatlantico Titan. In una notte di aprile la nave colpisce un iceberg e naufraga. Dopo essere salito sull'iceberg insieme a una ragazza e dopo aver superato una serie di avventure, fra le quali un combattimento con un orso polare, Rowland ritrova una lancia di salvataggio e viene tratto in salvo da una nave. In seguito il protagonista supera la sua dipendenza dagli alcolici, trova un lavoro e riacquista una posizione sociale dignitosa.

## Analogie con ilTitanic
Benché il romanzo sia stato pubblicato nel 1898, vi sono molti dettagli che appaiono incredibilmente simili a ciò che avvenne al Titanic nella notte tra il 14 ed il 15 aprile 1912, quattordici anni dopo la pubblicazione del libro:
- entrambe le navi erano a tripla elica e avevano due alberi;
- entrambe erano definite "inaffondabili";
- avevano dimensioni simili (244 metri di lunghezza e 45 000 tonnellate di stazza per il Titan, 269 metri di lunghezza e 46 328 tonnellate di stazza per il Titanic);
- viaggiavano a velocità simili (25 nodi il Titan, 22 nodi e mezzo il Titanic);
- entrambe avevano un numero di lance insufficiente per tutti i passeggeri;
- entrambe viaggiarono ad aprile;
- entrambe percorrevano la rotta che congiunge il Regno Unito con New York;
- entrambe affondarono di notte dopo aver colpito un iceberg sul lato di dritta;
- entrambe le navi naufragarono a circa 400 miglia nautiche (740 km) da Terranova;
- entrambe portarono alla morte migliaia di persone.
- Il nome era simile (Titan ~ Titanic)

A differenza del Titanic, tuttavia, il Titan utilizzava anche la propulsione a vela, sistema sostanzialmente già abbandonato dai piroscafi dei primi anni 1910.
Per via di queste analogie, c'è chi ha ipotizzato che l'opera letteraria fosse una sorta di profezia dell'incidente al celebre transatlantico inglese.

## Dopo il naufragio delTitanic

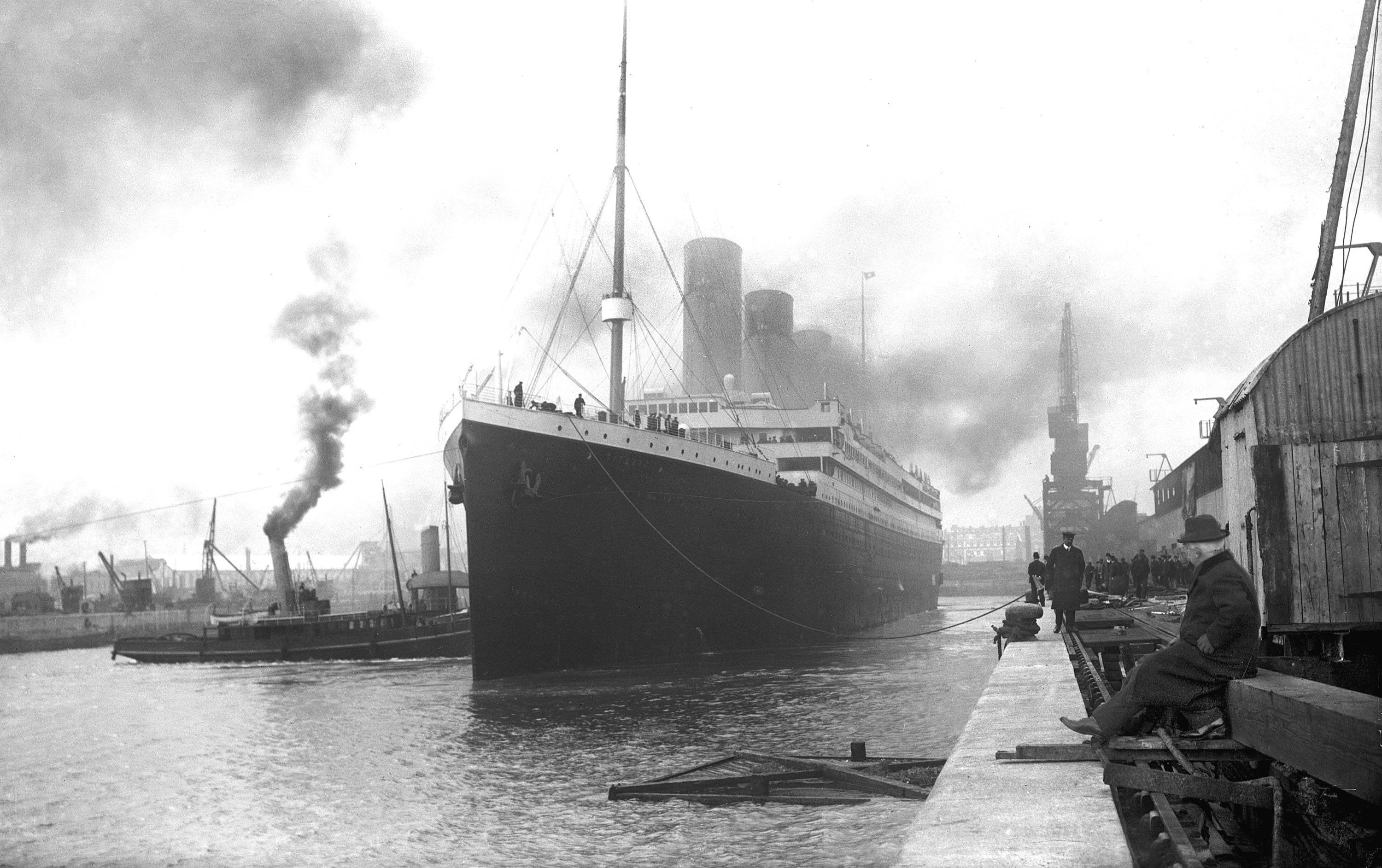
Il Titanic mentre salpa dal porto di Southampton, il 10 aprile 1912.

A seguito del naufragio del 1912 il libro venne nuovamente pubblicato. Robertson, nella nuova edizione, modificò alcune caratteristiche del Titan per renderle più simili a quelle del Titanic: aumentò il dislocamento da 45 000 a 70 000 tonnellate, la potenza da 40 000 a 75 000 cavalli vapore e cambiò il titolo del libro da Futility a Futility, or The Wreck of the Titan. 